# Gave d’Oloron
Der Gave d’Oloron ist ein Fluss im Süd-Westen Frankreichs, in der Region Nouvelle-Aquitaine. Er entsteht durch den Zusammenfluss des Gave d’Ossau und des Gave d’Aspe in der Stadt Oloron-Sainte-Marie. Er entwässert nach Nordwesten, fließt durch die historische Provinz Béarn und trifft nach rund 100
Kilometern oberhalb von Peyrehorade auf den Gave de Pau, nach deren Vereinigung sie unter dem neuen Namen Gaves Réunis die letzten Kilometer bis zur Mündung in den Adour zurücklegen.
Auf seinem Weg durchquert er die Départements Pyrénées-Atlantiques und Landes.

## Orte am Fluss
- Oloron-Sainte-Marie
- Sauveterre-de-Béarn
- Navarrenx
- Sorde-l’Abbaye, siehe auch Abtei Saint-Jean de Sorde

## Nebenflüsse
| Linke Nebenflüsse: - Mielle (14 km) - Vert (35 km) - Joos (36 km) - Lausset (39 km) - Saison (54 km) | Rechte Nebenflüsse: - Escou (17 km) - Auronce (22 km) - Layous (17 km) - Laus (11 km) - Arrec Héuré (13 km) - Saleys (49 km) |